# Gaia Cauchi
Gaia Cauchi (Italiană: [ˈgaja ˈkauki], n. 19 noiembrie 2002) este o cântăreață malteză. Ea a reprezentat Malta la Concursul Muzical Eurovision Junior în 2013, câștigând competiția cu piesa "The start". De asemenea, aceasta a participat la "Next Star", o emisiune pentru copii talentati din Romania.
Presa de specialitate o dă drept viitoarea mare stea a lumii.

## Concursuri la care a participat
| Concursul                           | Țara    | Ediția    | Loc | Puncte | SF | Puncte |
| ----------------------------------- | ------- | --------- | --- | ------ | -- | ------ |
| Sanremo Junior                      | Italia  | Ediția 3  | 1   |        |    |        |
| Concursul Muzical Eurovision Junior | Ucraina | 2013      | 1   | 130    |    |        |
| Next Star                           | România | Sezonul 3 | 2   |        | 1  |        |

## Concursul Muzical Eurovision Junior
După o pauză de doi ani, PBS a decis să revină în competiția destinată copiilor, Concursul Muzical Eurovision Junior. Postul de televiziune s-a axat pe o selecție internă, alegând-o să reprezinte Malta pe Gaia Cauchi. Aceasta a câștigat concursul cu un total de 130 de puncte, clasându-se pe primul loc la o diferență de 9 puncte față de a doua clasată, Ucraina. Gaia a devenit prima cântăreață din Malta care a câștigat Concursul Muzical Eurovision Junior.

## Next Star România
Gaia a participat, de asemenea, la concursul pentru copii Next Star din România, al treilea sezon. În a doua ediție, ea a interpretat piesa cu care a câștigat Concursul Muzical Eurovision Junior 2013, "The Start". Prestația ei a cucerit inimile juraților, reușind să intre în finală.
Finala celui de-al treilea sezon Next Star a avut loc joi, 22 mai 2014. Gaia Cauchi a cântat piesa lui Jennifer Hudson, "And I'm Telling You I'm Not Going". Aceasta s-a clasat pe locul 2, câștigătoarea concursului fiind Rose Marie Lanciu.